# Aktionskreis für Gewaltlosigkeit

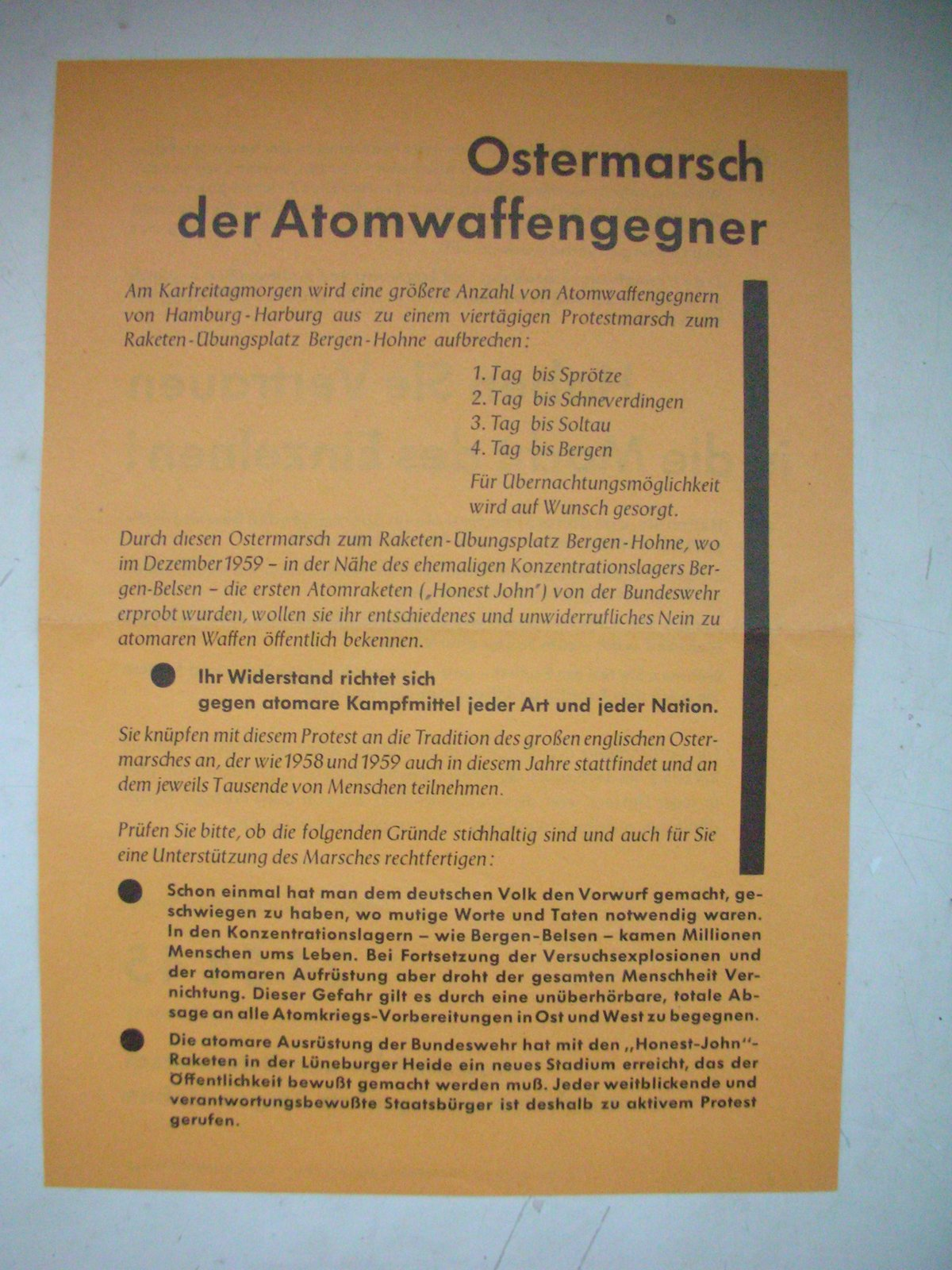
Erstes deutsches Ostermarsch-Flugblatt

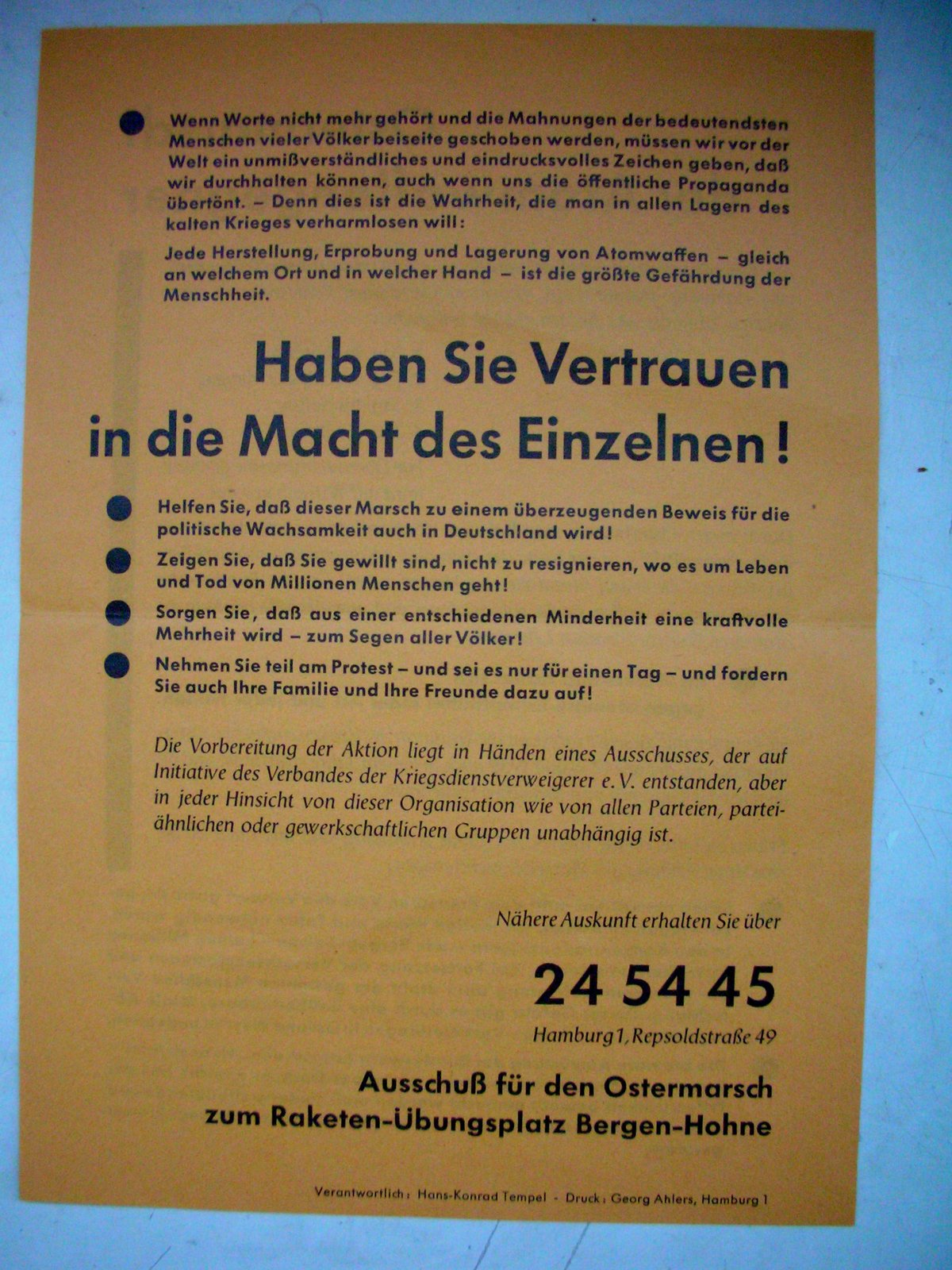
Rückseite

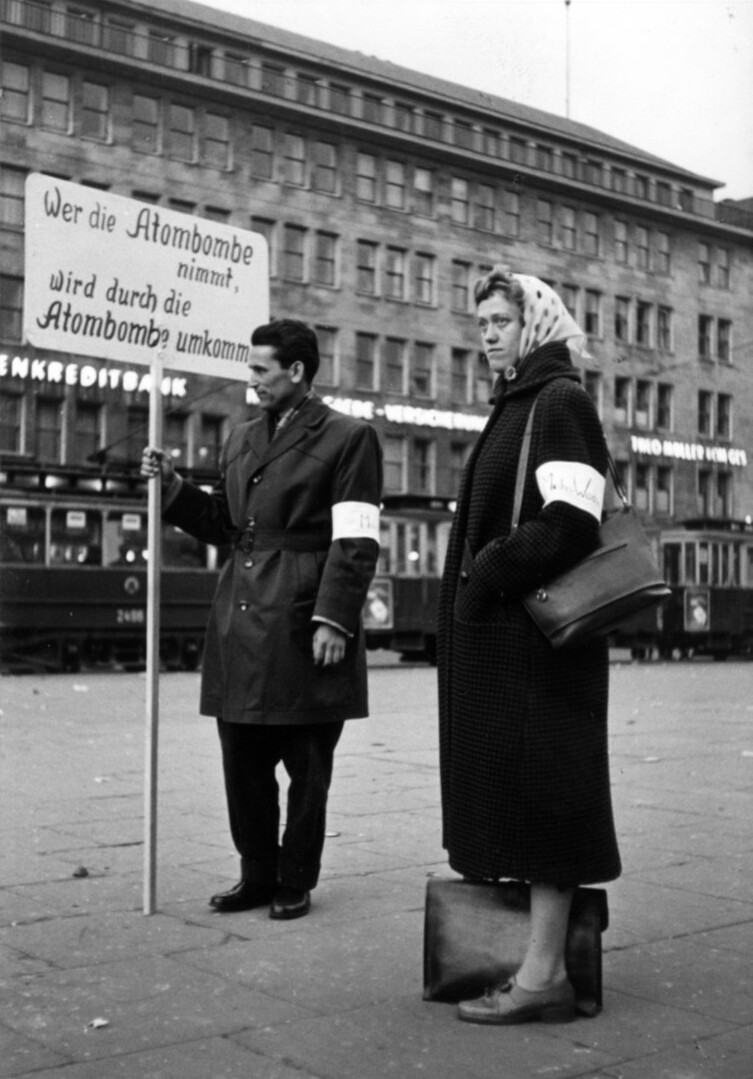
Mahnwache 1958

Der Aktionskreis für Gewaltlosigkeit war eine von 1956 bis 1963 in Hamburg bestehende Aktionsgruppe im Umfeld der Friedensbewegung.

## Konkretes Handeln aufgrund von Weltanschauung
Im Rahmen der Internationale der Kriegsdienstgegner und später des Verbands der Kriegsdienstverweigerer bildete ab 1956 ein Kern von 10 bis 15 Arbeitern, Handwerkern, Schülern, Studenten und jungen Lehrern zwischen 18 und 25 Jahren, darunter zwei Frauen, den Aktionskreis. Geprägt durch die weltanschaulich-prinzipiellen Positionen des bulgarischen Anarchisten Theodor Michaltscheff, durch Nikolaus Koch und die von den Gründern Helga Stolle und Konrad Tempel eingebrachten Quäker-Auffassungen Verantwortung des Individuums / Warte nicht auf Andere / Konsens-Prinzip, entwickelte sich aus der pazifistischen Grundsatzhaltung ein starkes Handlungsbedürfnis. Inspiriert durch die Londoner PEACE NEWS und die dadurch gewonnenen Kontakte fühlte sich der Kreis eher mit amerikanischen und englischen Aktivisten der War Resisters’ International verbunden als mit deutschen Gruppen. Der Soziologe Karl-Adolf Otto dazu: „Diese Gruppe ergriff bemerkenswerte Initiativen“.

## Engagements des Aktionskreises
- Ab 1956: Übungskurse für die ersten deutschen Kriegsdienstverweigerer und Trainings in gewaltfreiem Verhalten in Hamburg, Frankfurt, Stuttgart u. a.
- 1958: Versuch, die Londoner Hyde-Park-Diskussionen auf einen Park beim Hamburger Hauptbahnhof zu übertragen, was ohne Resonanz blieb.
- 1958: Im Anschluss an die letzte große  Kampf dem Atomtod – Kundgebung durch den Aktionskreis und Mitgliedern der drei pazifistischen Verbände vor dem Hamburger Rathaus entstand die erste mehrtägige Mahnwache. Ein Teilnehmer war u. a. in dieser Zeit auch Uwe Timm.[3] Der Begriff Mahnwache wurde im Aktionskreis durch den jungen Glasermeister Jürgen Grimm für engl. vigil „erfunden“. Aus England kamen zu dieser 14-tägigen Mahnwache die WRI-Aktivistinnen April Carter und Pat Arrowsmith, aus den USA WRI-Ratsmitglied Bayard Rustin.
- 1959: 4 Wochen lang abendliche Mahnwachen vor dem französischen Konsulat als Protest gegen die Atomtests in der Sahara und Unterstützung einer gewaltfreien Aktion des internationalen Komitees für direkte Aktionen.
- Aufgrund von Erfahrungen beim englischen Aldermaston-Marsch vergebliche Suche in Norddeutschland nach einem (atomaren) „Todeszentrum“ als Zielpunkt eines Protestes.
- 1960: Initiierung und koordinierende Gesamtplanung der ersten deutschen, sternförmigen Ostermärsche durch Konrad Tempel, welcher bis 1964 Sprecher der Ostermarsch-Bewegung war. Später: Kampagne für Abrüstung.
- 1960: Aktion Maulwurf als Protest gegen den Bau eines Atomschutz-Bunkers in Hamburg-St.Pauli.[4]
- 1961/62: Mitbegründung der (WRI-)Welt-Friedens-Brigade in Beirut (Vorläufer der heutigen Peace Brigades International), 1961: Koordinierung des Marsches von San Franzisko nach Moskau, beides durch Helga Stolle. Ein Training deutscher Teilnehmer in Bückeburg geschah durch Konrad Tempel.[5]

## Veröffentlichungen als Folge von Literatur-Rezeption
- 1958/59: Das Studium von Theorie und Praxis von Gandhi, Nkrumah und King führte zur Veröffentlichung von zwei „TEXTEN ZUR GEWALTLOSIGKEIT“: Gene Sharp: Auf anderen Wegen. und Henry David Thoreau: Ziviler Ungehorsam. (Widerstand gegen die Regierung) als erste deutsche Einzelpublikation.
- 1962/63: Übersetzung und Herausgabe von Charles C. Walker: Handbuch zur Planung von direkten, gewaltlosen Aktionen durch Helga Tempel und Konrad Tempel. Walker war ein einflussreicher US-amerikanischer Pazifist im Umfeld von Abraham J. Muste und M. L. King („Fellowship of Reconciliation“ (Internationaler Versöhnungsbund), „War Resisters League“).[6] Theodor Ebert berichtete, er habe 1967 vor der Freien Universität Berlin an einem Abend mehr als 100 Exemplare verkauft. Die Schrift war auch aufgrund des späteren „Raubdrucks“ bis in die spätere Friedensbewegung hinein verbreitet.

## Hinwendung zu überregionalen Aktivitäten
Mehrere Mitglieder des Aktionskreises waren in den ersten Jahren des Ostermarsches regional und überregional mit der Koordinierung und Organisation befasst. Verstärkt durch die Auseinandersetzung mit Gruppen aus der Arbeiterbewegung, die durch Berührungsängste beider Seiten bestimmt war, formulierte der Aktionskreis 1963 zwar – zum ersten Mal – ein Selbstverständnis. Die Vitalität der Gruppe war – nach sieben Jahren – jedoch erschöpft. Durch die neue Aktionsform über Jahre stark beansprucht, kam es – trotz der Vorsätze – nicht mehr zu einem weiteren praktischen Experimentieren.